# Villa Conchita
Villa Conchita i Villa Adela formen una obra de Sant Feliu de Llobregat (Baix Llobregat) protegida com a Bé Cultural d'Interès Local.

## Descripció
Habitatges unifamiliars aparellats d'inspiració noucentista i construcció més tardana, amb jardí frontal situat a nivell superior al del carrer. Façana principal de composició simètrica emmarcada pels dos cossos sortints que acullen les portes d'entrada, flanquejada per petits porxos amb columnes. Coberta de teula àrab amb ràfec de filades de rajola, amb dos frontons semicirculars que rematen els cossos sortints de la façana.
La tanca del jardí està constituïda per un mur de contenció de maçoneria arrebossat, coronat amb una barana de balustres